# Campionato europeo di football americano 1985
Il campionato europeo di football americano 1985 (in lingua inglese 1985 American Football European Championship), è la seconda edizione del campionato europeo di football americano per squadre nazionali maggiori maschili organizzato dalla EFL. È stato disputato al Velodromo Vigorelli di Milano, in Italia, tra il 10 e il 14 luglio 1985.

## Stadi
Distribuzione degli stadi del campionato europeo di football americano 1985
| Milano                     | Velodromo Vigorelli (Milano) |
| Velodromo Vigorelli        | Velodromo Vigorelli (Milano) |
| 45°28′54.69″N 9°09′28.81″E | Velodromo Vigorelli (Milano) |
| Capacità:                  | Velodromo Vigorelli (Milano) |
| Altitudine:                | Velodromo Vigorelli (Milano) |
|                            | Velodromo Vigorelli (Milano) |

## Squadre partecipanti
| Pr. | Squadra        | Data di qualificazione | Qualificata in quanto                 | Ultima partecipazione |
| --- | -------------- | ---------------------- | ------------------------------------- | --------------------- |
| 1   | Finlandia      |                        | Seconda classificata all'Europeo 1983 | Italia 1983           |
| 2   | Italia         |                        | Prima classificata all'Europeo 1983   | Italia 1983           |
| 3   | Francia        |                        | Quarta classificata all'Europeo 1983  | Italia 1983           |
| 4   | Germania Ovest |                        | Terza classificata all'Europeo 1983   | Italia 1983           |

## Tabellone
|  | Semifinali     | Semifinali     | Semifinali |           |        | Finale               | Finale               | Finale               |  |
|  |                |                |            |           |        |                      |                      |                      |  |
|  | Italia         | Italia         | 13         |           |        |                      |                      |                      |  |
|  | Italia         | Italia         | 13         |           |        |                      |                      |                      |  |
|  | Germania Ovest | Germania Ovest | 11         |           |        |                      |                      |                      |  |
|  | Germania Ovest | Germania Ovest | 11         |           | Italia | Italia               | 2                    |                      |  |
|  |                |                |            |           | Italia | Italia               | 2                    |                      |  |
|  |                |                | Finlandia  | Finlandia | 13     |                      |                      |                      |  |
|  | Finlandia      | Finlandia      | Finlandia  | Finlandia | 13     | 13                   |                      |                      |  |
|  | Finlandia      | Finlandia      |            |           |        | 13                   |                      |                      |  |
|  | Francia        | Francia        | 0          |           |        | Finale 3º - 4º posto | Finale 3º - 4º posto | Finale 3º - 4º posto |  |
|  | Francia        | Francia        | 0          |           |        |                      |                      |                      |  |
|  |                |                |            |           |        |                      |                      |                      |  |
|  |                |                |            |           |        | Germania Ovest       | Germania Ovest       | 13                   |  |
|  |                |                |            |           |        | Germania Ovest       | Germania Ovest       | 13                   |  |
|  |                |                |            |           |        | Francia              | Francia              | 0                    |  |

## Risultati

### Semifinali
| Milano 10 luglio 1985 | Finlandia | 13 – 0 (2-0 3-0 8-0 0-0) | Francia | Velodromo Vigorelli |

| Milano 11 luglio 1985 | Italia | 13 – 11 (6-0 0-5 7-0 0-6) | Germania Ovest | Velodromo Vigorelli |

### Finale 3º - 4º posto
| Milano 1985 | Germania Ovest | 13 – 0 | Francia | Velodromo Vigorelli |

### Finale
| Milano 14 luglio 1985 | Italia | 2 – 13 (0-6 0-0 2-0 0-7) | Finlandia | Velodromo Vigorelli |

## Campione
| Campione d'Europa 1985 Finlandia (1º titolo) |